# 雅德维加·克西翁热克
雅德维加·克西翁热克（波蘭語：Jadwiga Książek，1939年4月6日—2019年1月30日），旧姓马尔科（Marko），波兰女子排球运动员。她曾代表波兰参加1964年和1968年夏季奥林匹克运动会排球比赛，获得二枚铜牌。